# Белена
Белена́ (лат. Hyoscýamus) — род травянистых растений семейства Паслёновые (Solanaceae).

## Название
Латинское ботаническое название рода происходит от латинизации греческого названия растения hyoskyamos — «свиные бобы»: от hys, hyos — свинья и kyamos — боб, бобы. Растение, очень мало похожее на бобы, согласно толкованию одних авторов, названо так потому, что, если его съест свинья, оно делает её бессильной и вызывает конвульсии. По другим данным, слово «свинья» имеет здесь только пренебрежительный смысл. Название белены у Диоскорида.
Другие названия: блекота, бешеная трава, бешенница, зубник, короста

## Ботаническое описание
Стебель белены толстый, с множеством волосков, высотой до 150 см.
Листья удлинённые, перисто-лопастные или раздельные, реже цельные, чаще тёмно-зелёные.
Цветки крупные, грязно-жёлтого цвета с фиолетовыми прожилками. Чашечка колокольчатая, при плодах увеличенная, твердеющая, с резко выдающимися жилками. Венчик воронковидный или трубчато-воронковидный, с пятилопастным, простертым отгибом, спереди с глубоким разрезом. Во время цветения от растения идет довольно неприятный запах. Даже животные, у которых гораздо чувствительнее обоняние, обходят белену стороной.
Плод представляет собой коробочку или кувшинчик, открывающийся шарообразной крышкой. Семена по внешнему виду напоминают маковые — мелкие, тёмно-коричневого цвета, появляются в конце лета.

## Распространение и экология
Большая часть видов распространена от Канарских островов до Индии (преимущественно в странах Передней Азии), два рудерально-сорных вида распространены через всю Европу и южную Сибирь до Японии.
Рудерал. Растёт по обочинам дорог, на пустырях, во дворах и в огородах, то есть встречается недалеко от тех мест, где живёт человек. Зарослей не образует, растёт рассеянно или небольшими группами.

## Хозяйственное значение и использование
Белена — очень ядовитое растение, причём ядовиты все части растения, особенно семена. Цветки становятся токсичными в конце весны. Больше всего страдают дети, которые путают семена белены со съедобными.
Белена содержит алкалоиды гиосциамин, атропин, скополамин. Симптомы отравления (делирий с нарушением сознания, жар, учащённое сердцебиение, сухость во рту, нарушение зрения и др.) проявляются уже через 15—20 минут.
Белену прежде использовали в русской народной медицине для лечения зубной боли. Об этом писал, например, Г. Попов в книге «Русская народная медицина» в 1903 году.
Белена египетская (Hyoscyamus muticus L.) культивируется как источник получения атропина.
|                                                                    |  |
| Слева направо: Цветок (Hyoscyamus aureus). Семена (Белена чёрная). |  |

## Классификация

### Таксономия
- Hyoscyamus Tourn. ex L., 1753, Lour., Dulac, Lour., and Dulac, Sp. Pl. : 179

Род Белена (Hyoscyamus) включается в трибу Беленовые (Hyoscyameae) подсемейства Паслёновые (Solanoideae) семейства Паслёновые (Solanaceae) порядка Паслёноцветные (Solanales), последовательно входящего в более крупные клады Ламииды → Астериды → Суперастериды → Эвдикоты → Цветковые растения. Таксономическая схема в соответствии с Системой APG IV по состоянию на июнь 2024 года:
|  |                          |  |                                   |                                   |                      |  | еще 4 семейства | еще 4 семейства   |                         |  |                                                             |  | еще 61 род | еще 61 род |  |
|  |                          |  |                                   |                                   |                      |  | еще 4 семейства | еще 4 семейства   |                         |  |                                                             |  | еще 61 род | еще 61 род |  |
|  |                          |  |                                   | порядок Камнеломкоцветные         |                      |  |                 |                   | подсемейство Пасленовые |  |                                                             |  |            |            |  |
|  |                          |  |                                   | порядок Камнеломкоцветные         |                      |  |                 |                   | подсемейство Пасленовые |  | 17 подтвержденных видов и 19 видов, ожидающий подтверждения |  |            |            |  |
|  | клада Цветковые растения |  |                                   |                                   | семейство Пасленовые |  |                 |                   | род Белена              |  |                                                             |  |            |            |  |
|  | клада Цветковые растения |  |                                   |                                   |                      |  |                 |                   |                         |  |                                                             |  |            |            |  |
|  |                          |  | ещё 63 порядка цветковых растений | ещё 63 порядка цветковых растений |                      |  |                 | еще 7 подсемейств | еще 7 подсемейств       |  |                                                             |  |            |            |  |
|  |                          |  |                                   | ещё 63 порядка цветковых растений |                      |  |                 |                   | еще 7 подсемейств       |  |                                                             |  |            |            |  |

### Виды
- Hyoscyamus albus L. — Белена белая
- Hyoscyamus aureus L. — Белена золотистая
- Hyoscyamus boveanus (Dunal) Asch. & Schweinf.
- Hyoscyamus flaccidus C.H.Wright
- Hyoscyamus gallagheri A.G.Mill. & Biagi
- Hyoscyamus grandiflorus Franch.
- Hyoscyamus insanus Stocks
- Hyoscyamus leptocalyx Stapf
- Hyoscyamus longepedunculatus C.C.Towns.
- Hyoscyamus malekianus Parsa
- Hyoscyamus muticus L. — Белена египетская [syn.  Hyoscyamus boveanus Asch. & Schweinf.]
- Hyoscyamus niger L. typus[1] — Белена чёрная
- Hyoscyamus pusillus L. — Белена крошечная
- Hyoscyamus reticulatus L. — Белена сетчатая
- Hyoscyamus senecionis Willd.
- Hyoscyamus tibesticus Maire
- Hyoscyamus turcomanicus Pojark. — Белена туркменская